# كريستوفر ستوت
كريستوفر ستوت (بالإنجليزية: Christopher Stott)‏ هو رائد أعمال أمريكي، ولد في 1969.